# BrowserChoice.eu
BrowserChoice.eu (ook wel Browserkeuzescherm of Browser Choice Screen) was een website die in maart 2010 is gemaakt als resultaat op de zaak tussen Microsoft en de Europese Unie over marktdominantie van Microsofts besturingssysteem Microsoft Windows, dat zou zijn misbruikt voor het verspreiden van Internet Explorer. De website was gemaakt door Microsoft om het gebruikers makkelijker te maken om een andere browser te installeren. Sinds december 2014 wordt de update niet langer uitgebracht omdat het vereiste termijn van 5 jaar overschreden is. Op de webpagina is sindsdien een bericht te zien waarop Microsoft de bezoekers aanraadt de websites van andere leveranciers te bezoeken om een andere browser te downloaden.

## Geselecteerde browsers
Het keuzescherm toont twaalf browsers in een willekeurige volgorde. De eerste vijf browsers - Internet Explorer, Maxthon, Mozilla Firefox, Opera en Google Chrome - staan in een willekeurige volgorde, maar altijd op de eerste vijf plaatsen. Deze groep vertegenwoordigd direct de drie grootste render-engines: Trident, Gecko en WebKit. Als men naar rechts scrolt volgen er nog zeven andere browsers. Dit zijn Avant Browser, Comodo Dragon, K-Meleon, Lunascape, Rockmelt, SRWare Iron en SlimBrowser. Allen maken gebruik van een of meerdere van de drie voorgaande render-engines.

### Revisies
Vanaf mei 2011 tot juli 2012 werd door een bug in de BrowserChoice.eu update voor Windows 7 SP1 het scherm niet getoond. Dit werd pas 14 maanden na het begin van het probleem ontdekt en opgelost. Microsoft heeft hierdoor een boete gekregen van 561 miljoen euro.
| Datum          | Hoofdbrowsers                                      | Secundaire browsers                                                                   | Archiefpagina |
| -------------- | -------------------------------------------------- | ------------------------------------------------------------------------------------- | ------------- |
| Maart 2010     | Internet Explorer, Firefox, Chrome, Opera, Safari  | Avant Browser, Flock, GreenBrowser, K-Meleon, Maxthon, Sleipnir, SlimBrowser          |               |
| Augustus 2010  | Internet Explorer, Firefox, Chrome, Opera, Safari  | Avant Browser, Flock, K-Meleon, Maxthon, SlimBrowser, Lunascape, SRWare Iron          |               |
| November 2011  | Internet Explorer, Firefox, Chrome, Opera, Safari  | Avant Browser, K-Meleon, Maxthon, Lunascape, SRWare Iron, Sleipnir                    |               |
| Februari 2012  | Internet Explorer, Firefox, Chrome, Opera, Safari  | Avant Browser, K-Meleon, Maxthon, Lunascape, SRWare Iron, Comodo Dragon, Rockmelt     |               |
| Augustus 2012  | Internet Explorer, Firefox, Chrome, Opera, Maxthon | Avant Browser, K-Meleon, Lunascape, SRWare Iron, Comodo Dragon, Rockmelt, SlimBrowser |               |
| Februari 2013  | Internet Explorer, Firefox, Chrome, Opera, Maxthon | Avant Browser, K-Meleon, Lunascape, SRWare Iron, Comodo Dragon, Rockmelt, Sleipnir    |               |
| Mei 2013       | Internet Explorer, Firefox, Chrome, Opera, Maxthon | Avant Browser, K-Meleon, Lunascape, SRWare Iron, Comodo Dragon, Sleipnir              |               |
| Maart 2014     | Internet Explorer, Firefox, Chrome, Opera, Maxthon | Avant Browser, K-Meleon, Lunascape, SRWare Iron, Sleipnir                             |               |
| September 2014 | Internet Explorer, Firefox, Chrome, Opera, Maxthon | K-Meleon, Lunascape, SRWare Iron, Comodo Dragon, Sleipnir                             |               |
| December 2014  | -                                                  | -                                                                                     | -             |

Voor Windows 8 en latere versies wordt het Browser Choice Screen niet gebruikt. Microsoft heeft voor deze versie van zijn besturingssysteem een app gemaakt genaamd Browser Choice. Het biedt hetzelfde als het scherm uit Windows XP, Vista en 7.